# Grambek
Grambek là một đô thị thuộc huyện Lauenburg, trong bang Schleswig-Holstein, nước Đức. Đô thị Grambek có diện tích 12,66 km², dân số thời điểm 31 tháng 12 năm 2006 là 409 người.